# Espace théâtral Scarabaeus
Résidence
Le Théâtre Scarabaeus est un espace théâtral de Bruxelles, situé rue Creuse à Schaerbeek.
Le théâtre Scarabaeus a été fondé en 1992 par Irini Chalkia et a commencé ses activités en 1993 en s'installant aux nos  19 à 27 rue Creuse sur le site d'un ancien atelier de mécanique désaffecté entièrement rénové.
Il a été créé à l'initiative de personnes privées passionnées de théâtre regroupées en asbl et a pour but la promotion des cultures européennes. Les représentations se déroulent dans plusieurs langues européennes, à savoir en français, en anglais, en allemand, en italien, en espagnol et en grec.
L'espace a fermé ses portes en 2020, après une expropriation par la commune de Schaerbeek pour y installer son centre culturel. En effet, après la fin du bail emphytéotique de l'emplacement précédent du centre culturel, la commune de Schaerbeek réhabilite l'espace Scarabeus ainsi que l'ancien cinéma Elite (chaussée de Haecht) et un troisième bâtiment. Les trois immeubles formant ainsi un ensemble homogène plus grand pour accueillir plus de public.